# Si les bateaux
Pistes de Gilles Vigneault chante et récite
Ballade de l'été John débardeur
Si les bateaux est une chanson écrite et interprétée par Gilles Vigneault, sortie en 1963.

## Historique
Si les bateaux sort dans le deuxième album de Gilles Vigneault, intitulé Gilles Vigneault chante et récite.
Monique Leyrac enregistre la chanson dès 1966. Après Pauline Julien ou Catherine Sauvage, Nicole Croisille la reprend en 1980, dans l'album collectif Je vous entends chanter en hommage à Gilles Vigneault.
La chanson entre au Panthéon des auteurs et compositeurs canadiens en 2006.
Cette chanson est aussi interprétée par Claire Pelletier en 2006, et par Marc Hervieux en duo avec Gilles Vigneault en 2011. « J'ai choisi la chanson Si les bateaux parce que Gilles Vigneault avons une passion commune, celle des bateaux, mais aussi pour la façon dont elle est bâtie musicalement. C'est une chanson qui a une grande étendue dans la tessiture. »

## Thématique
Pour Jules Bélanger, cette chanson fait partie des « magnifiques poèmes d'amour imprégnés de mer et de vent, tissés de voiles et d'aventures » écrits par Gilles Vigneault.